# Waterloo Ducks HC
Pour les articles homonymes, voir Waterloo (homonymie).
Maillots
Le Waterloo Ducks est un club belge de hockey sur gazon basé à Waterloo. Le club est membre de l'ARBH et appartient au top du hockey belge, masculin et féminin. Il devient en 2019 le premier club belge à remporter une Coupe d'Europe en s'imposant à l'Euro Hockey League.

## Palmarès de l'équipe masculine

### Palmarès national
- Champion de Belgique (5) : 2006, 2009, 2012, 2013, 2014[2]
- Vainqueur de la Coupe de Belgique (1) : 2004

### Palmarès international
- Euro Hockey League (1) : 2019